# Microceratus
Microceratus (que significa pequenos chifres) foi um dos menores dinossauros que já existiu. Tinha apenas 80 cm, de comprimento, "bico de papagaio", franja no pescoço,pernas e cauda muito finas e pés realmente compridos. Seu nome significa "pequeno rosto bicudo". Era herbivoro. A espécie-tipo, 'Microceratops gobiensis, foi descrita pela primeira vez em 1953, por Bohlin. No entanto, o nome do género já tinha sido utilizado para uma espécie de vespa da super-família Ichneumonoidea. Apesar da grande maioria do material publicado o ter sido através do género Graciliceratops, um nome substituto (Microceratus) foi criado por Mateus em 2008 para a espécie-tipo.